# Irländska frihetskriget

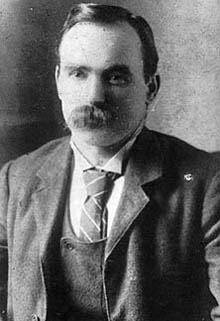
James Connolly, 1868–1916.

Irländska frihetskriget (engelska: Irish War of Independence, Anglo-Irish War, Tan War, iriska: Cogadh na Saoirse eller Cogadh Angla-Éireannach) 1919–1921 var ett gerillakrig riktat mot brittiska regeringen av Irländska republikanska armén för ett självständigt Irland.

## Bakgrund
Irland hade i hundratals år varit en brittisk koloni, som upprätthölls av London med militärmakt mot irländarnas vilja. Fram tills början av 1800-talet hade förtrycket varit så utbrett att det ursprungliga iriska språket var förbjudet och ursprungsbefolkningen inte hade några som helst sociala eller demokratiska rättigheter. En rad händelser under början och mitten av 1800-talet hade gjort att ursprungsinvånarna hade fått rätt att gå i skola, tillträda ämbeten och de hade till och med fått rätten att sitta med i det Brittiska parlamentet. Under slutet av 1800-talet och början av 1900-talet bildades det en organisation med syfte att bevara det iriska språket.
Sedan 1880-talet hade irländska nationalister krävt Home rule, det vill säga större självständighet gentemot Storbritannien. Vid den här tiden var kraven på fullständig självständighet endast framfört av mindre grupper, som Arthur Griffiths Sinn Féin och Irländska Republikanska Brödraskapet medan ett flertal större organisationer arbetade för att på demokratisk väg genomföra en version där Irland hade självbestämmande men fortfarande var med i unionen.
Efter flera misslyckanden röstades ett förslag på Home rule igenom av Brittiska underhuset 1912, men senarelades 2 år av överhuset, vilket gav upphov till bildandet av en militant unionistisk organisation i Nordirland vid namnet Ulster Volunteers som hade till uppgift att skydda unionen. När första världskriget bröt ut 1914 lades förslaget på is.

### Påskupproret
Under påsken 1916 inleddes ett revolutionsförsök i Dublin under ledning av socialisten James Connolly. Upproret var ett försök av irländska republikaner att göra sig fria från det brittiska styret. Upprorsmännen lyckades besegra de i Dublin stationerade engelska trupperna, och behålla kontrollen över staden i en vecka. Men London sände snart över mer tungt beväpnad militär, och efter flera dagars hårda strider krossades upprorsförsöket. En mängd rebeller fängslades och ledarna avrättades, däribland Connolly.
Påskupproret hyllades av bland andra Lenin, som såg det som ett första tecken på utvecklingen mot världsrevolution.

## Frihetskriget utvecklas
För renodlade irländska republikaner hade frihetskriget inletts i samband med utropandet av en irländsk republik under påskupproret. Republikaner hävdade att konflikten mellan 1919 och 1921 (och även det därpå följande irländska inbördeskriget) var ett försvar mot försök att förinta republiken.
Den tidiga delen av konflikten, ungefär mellan 1919 och sommaren 1920, innehöll relativt lite våld. Detta gjorde så att irländerna trodde att allt var över fast allt detta var bara en början på vad engelsmännen skulle göra snart. Mycket av den nationalistiska kampanjen innefattade folklig mobilisering och skapandet av "en stat inom staten", som ett led i motståndet mot brittiskt styre. IRA:s huvudsakliga måltavla under konflikten var det katolska irländska polisväsendet, Royal Irish Constabulary (RIC), vilket de betraktade som den brittiska regeringens ögon och öron på Irland. Dess medlemmar och baracker (särskilt de mest isolerade) var sårbara, och en uppskattad källa till välbehövliga vapen. RIC beräknas ha haft 9 700 personer i tjänst i 1 500 baracker i hela Irland.

## Anglo-irländska avtalet
Krigets resultat var det anglo-irländska avtalet vilket bland annat slog fast de sex nordliga distriktens, som utgjorde Nordirland, rätt att själva bestämma huruvida de skulle ansluta sig till resten av Irland eller fortsätta styras av Storbritannien. Detta sågs av många irländska republikaner som ett svek och medvetet drag från britternas sida att splittra Irland. Splittringen bland de som slagits i frihetskriget gav upphov till irländska inbördeskriget.

## Filmatiseringar
- Irländska frihetskriget och det efterföljande irländska inbördeskriget har filmatiserats av bland andra Neil Jordan i Michael Collins (1996) och Ken Loach i Frihetens pris (2006).